# Manitouwadge
Manitouwadge är en ort i Kanada.   Den ligger i provinsen Ontario, i den sydöstra delen av landet, 800 km nordväst om huvudstaden Ottawa. Manitouwadge ligger 331 meter över havet och antalet invånare är 2 105. Den ligger vid sjöarna  Lake A Little Manitouwadge Lake och Manitouwadge Lake.
Terrängen runt Manitouwadge är platt. Runt Manitouwadge är det mycket glesbefolkat, med 5 invånare per kvadratkilometer.. 
I omgivningarna runt Manitouwadge växer i huvudsak blandskog.